# 松本ヨシユキ
松本ヨシユキ（まつもと よしゆき、1964年9月18日−）は、日本の撮影監督。
埼玉県川口市出身。埼玉県立大宮高等学校、東京写真専門学校 (現:専門学校東京ビジュアルアーツ)映画芸術科卒業。
血液型B型 趣味は、野鳥の動画撮影(猛禽類)

## 経歴
1986年4月よりフリーの撮影助手として映画界入り。
北坂 清、木村大作、笠松則通の撮影助手を経て、2003年「タナカヒロシのすべて」（監督 田中誠）にて撮影監督デビュー。
- 「津軽百年食堂」2011年 [1][2](監督 大森一樹)
- 「シャニダールの花」2013年（監督 石井岳龍）
- 「家に帰ると妻が必ず死んだふりをしています。」2018年 (監督 李闘士男)
- 「 パンク侍、斬られて候」2018年（監督 石井岳龍）
- 2015年より立命館大学映像学部教授[3]。

## 作品

### 撮影監督作品
- タナカヒロシのすべて（2003年）
- 君という花MV(2003年)
- ジーナ・K（2003年）
- 雨の町（2004年）
- コワイ女「鋼」（2005年）オムニバス
- 怨喰（2005年）
- 雨の町（2006年）
- 東京NEO魔悲夜1,2,3（2008年）
- 喧嘩高校軍団 國士 義塾 vs.朝高（2008年）
- 津軽百年食堂（2011年）
- いきてるものはいないのか（2012年）
- シャニダールの花(2013年)
- みんな!エスパーだよ!（TV）4,5,8,9話（2013年）
- That’s it ソレダケ（2015年）
- 家に帰ると妻が必ず死んだふりをしています。（2018年）
- パンク侍、斬られて候（2018年）

### 撮影チーフ作品
- ユーリ（1996年）
- ビリケン（1996年）
- ユメノ銀河（1997年）
- 傷だらけの天使（1997年）
- 愚か者　傷だらけの天使(1998年)
- ポルノスター（1998年）
- 顔（2000年）
- スリ（2000年）
- ELECTRIC DRAGON 80000V（2001年）